# Carinata unipuncta
Carinata unipuncta är en insektsart som beskrevs av Wang och Li 1998. Carinata unipuncta ingår i släktet Carinata och familjen dvärgstritar. Inga underarter finns listade i Catalogue of Life.